# 热血足球
《热血足球》是一款由Technōs Japan公司于1990年制作和出品的足球體育類游戏。游戏由任天堂代理以“Nintendo World Cup”名称在美国和欧洲发行。在日本地区，游戏之后移植至PC Engine和Mega Drive，是唯一一款在世嘉遊戲機平台上推出的熱血系列作品。游戏也移植至日本，北美和欧洲的Game Boy。
在日版游戏中，八名高校生组成的足球队与其他13个高校进行巡回赛。在美版游戏中，游戏被改动成13个国家队进行世界杯足球赛。

## 故事概况
本身实力孱弱的热血高校足球部好不容易赢得了全国大赛的参赛资格，但是，其绝大多数成员却在庆贺全国大赛出线的寿司宴上因为食物中毒而倒下了！无计可施的足球部经理“美纱子”(みさこ)与唯一逃过一劫的足球部成员“孝志”(たかし)找到了热血躲避球部的部长国夫请求援助……

## 登场角色
国夫
接受足球部的请求代替足球部出赛的热血高校躲避球部主将。中锋。能力很高。必杀射门为“热血射门”(ナッツシユート)。
广志(ひろし)
国夫好友，躲避球部成员。后卫。能力不高。必杀射门为“毛虫射门”(尺取りシュート)。
本作中的样子变得和《热血物语》的千里台高校番长“园川”(そのかわ)一模一样。
浩二(こうじ)
躲避球部成员。后卫。特征是发型十分狂野(和第四战的又鬼学园差不多)。
从第一战开始就是守备要员。
必杀射门为“折线射门”(かっくんシュート)
光弘(みつひろ)
躲避球部成员。前锋。特征是耳朵很大。
脚程很快但是缺乏耐力。
必杀射门为“随缘射门”(ちゃらんぽらんシュート)。
慎一(しんいち)
躲避球部成员。前锋。特征是带着墨镜(和第九战的山本学园一样)。
必杀射门为速度极快的“瓜达尔卡纳尔射门”(ガダルカナルシュート)
孝志(たかし)
唯一没有食物中毒的足球部成员。
守门员预备役。
必杀射门是“闪光射门”(ピカピカシュート)
其名字捏他自当时在Technos Japan(现Atlus)就职的半谷孝志。
进(すすむ)
第三战前康复归队的足球部成员。
有着“鬼见愁的阿进”(鬼殺しのすすむ)这一别名。后卫。体力很高。
必杀射门是“珠穆朗玛射门”(チョモランマシュート)
敦(あつし)
第五战前欢呼着归队的足球部成员。
前锋。速度很快。
必杀射门是“怀旧射门”(レトロシュート)
政(まさ)
第八战前康复归队的足球部主将。
中锋。全部能力都很高。
从登场台词可以推测出他在归队前一直在精神层面上支持着国夫等人。
必杀射门是“承启射门”(アトツギシュート)
元永(げんえい)
最终战前康复归队的足球部成员。
门将。热血队最强成员。
有着“捕虹捉霓”(虹をもつかむ)这一别称的天才守门员，因为能力太强所以打什么位置都可以的全能选手。
从登场台词“干得好啊，孝志！”一句可以推测出他和孝志关系不错。
必杀射门是“疾走射门”(メガドライブシュート)
《热血物语》及其重制版中有和元永的样子一模一样的敌方杂鱼。
元永本人参加了本作的直接续作《热血足球 世界杯篇》，后面的《初代热血硬派》当中他也会和阿政一起出场。
美沙子(みさこ)
足球部经理。靠着“若是优胜的话，全员一人一吻”的条件，顺利说得躲避球部全员协助。
本身是个平易近人的女孩子，但是热血队打输或者打平手的话也会发大小姐脾气并让热血队土下座。
有“びきびき”这一口癖。
后续诸多作品当中都有出现。在真人版电影和舞台剧，以及《热血硬派国夫君外传 热血少女》更是作为女主角活跃。
热血系列的异色作品《新·热血硬派 国夫们的挽歌》当中作为女主角登场，但是只保留了口癖。其他设定被大改。

交手的各高校足球队
(粗体标注者为该队队长，名字后付数字者为续作出场号码)
第一战：优秀院附属高校
注重学习的进学校。特征是全员戴眼镜。
因为是注重学业忽视体育的关系，能力十分差劲。
出场音乐是维瓦尔第的《四季》E大调第一协奏曲“春”的开首快板部分。
必杀技是“苦学射门”(ガリ勉シユート)
中场休息时会学习。
成员(暂译，下同)：
公文(くもん)(6)
久住(ひさずみ)
国方(くにかた)
米良(めら)
丸山(まるやま)
大在家(おおざいけ)

第二战：七福学园高校
佛教学院。特征是全员都是剃发出家的僧人。
能力一般。拼抢能力强于优秀院。
似乎有着“但求奋力，莫问输赢”的座右铭。
出场音乐是作曲家服部良一创作的日本童谣《山中寺庙的和尚》。
必杀技是“光头射门”(ツルツルシュート）
中场休息时会打坐。
成员
善光寺(せんこうじ)
道见(どうみ)
赤土(あまぐち)
瑞念(ずいねん)
古泉(こせん)
无量院(むりょういん)

第三战：死愚魔高校
由曾经是暴走族的人们组成的学校。特征是全员留着飞机头。
速度是强项。
出场音乐是《热血硬派国夫君》第二关背景音乐的重制版。
必杀技是“恶意射门”(ウイリーシュート)
中场休息时会百无聊赖地用棋盘演练足球战术。
成员
佐治(さじ)（10）
游佐(ゆさ)
风户(かざと)
幸崎(ゆきざき)
相马(そうま)
保科(ほしな)

第四战：又鬼学园
来自北海道的“又鬼”猎手们组成的学校。特征是全员披头散发。
因为身体素质的原因，能够有效预防对方的滑铲，必杀射门的威力也不小。
出场音乐是日本手球童谣《君往何处》。
必杀技是“大炮射门”(ドガン砲シュート)
中场休息时会全员举行熊肉火锅大餐。
成员
岩壁(いわかべ)（3）
高隈(たかくま)
加能(かのう)
鸟饲(とりかい)
鹤巢(つるす)
鹿又(かのまた)

第五战：吉本工业高校
似乎是致敬了现实当中的吉本兴业的高校。该校全员皆是搞笑艺人。
十分擅长传球，而且也会频繁使用头球。
必杀技是通过头球施展的的“纸扇射门”(ハリセンシュート)。
中场休息时会举行全员参加的“大喜利”。
成员
二平(にへい)
万(よろず)
三平(さんぺい)
针木(はりき)
八尾(やお)
越后(えちご)

第六战：江户华高校
似乎是从江户时代穿越而来的消防员组成的高校。特征是全员丁髷。
其必杀技“巧言令射”(べらんめえシュート，又称江户之子射门)极难阻挡。
中场休息时会举行防火演习。
成员
火事(かじ)
宿里(やどリ)
速水(しみず)
水池(みずおち)
水上(みずかみ)
水口(みなくち)

第七战：一本钓水产高校
似乎是渔民组成的高校。特征是全员戴钵卷。
和江户华一样都是必杀技见长的学校。另外其比赛场地是唯一的沙地赛场。
必杀技“土佐鲣射门”(土佐がつおシュート)会像飞跃出水的鱼一样前进，威力很大。
中场休息时会用金鱼缸练习垂钓。
成员
海月(かいずき)(7)
海鼠(なまこ)
鲛岛(さめしま)
肴(さかな)
海渊(かいぶち)
目方(めかた)

第八战：恐山商业高校
由通灵者组成的高校。特征是全员头戴宝冠。
其场地是冰面。
必杀技是“怨灵射门”(うらめしやシュート)
中场休息时会祈祷(中间两个人会用灵力飘浮)。
该队主将“宇贺津”(うがじん)后来在《热血物语SP》也有登场。
成员
宇贺津(4)
浮池(ふけ)
上妻(こうづま)
阎魔(えんま)
云谷(うんたに)
玉山(たまやま)

第九战：山本兴业高校
由准极道成员组成的学校。特征是全员戴墨镜。
截球抢球能力较强。
必杀技是“严实射门”(きっちりシュート)
中场休息时会用日式花牌聚赌。
从结局动画可得知，该队主将“鬼武”(おにたけ)有一个相貌昳丽的女友“山本”。
成员
鬼武(5)
丸根二(まるねに)
大黑(だいこく)
甚九(じんく)
近田(ごんだ)
万部(まんべ)

第十战：堀堀学园
由矿工组成的学校。没有明确外貌特征，但是队员名字都带“堀”。
传球能力极强。但是缺点是速度过慢。
必杀技是“鼹鼠射门”(ヒメモグラシュート)
中场休息时会全员用鹤嘴锄刨地。
《热血物语》及其重制作品中出现了与该队主将“堀端”(ほりばた)一模一样的杂鱼。
成员
堀端(2)
堀部(ほりべ)
西堀(にいぼり)
赤堀(あかほり)
内堀(うちぼり)
堀内(ほりうち)

第十一战(准决胜)：服部学园
由忍者组成的学校。特征是全员留发髷。
全队伍中速度最快，战力也非常强。加上场地当中有能把人绊倒的石头。所以这一战绝非轻易。
然而，服部的必杀射门“回力标射门”(ブーメランシュート)实际上存在一个致命缺陷……
出场音乐直接改编自《忍者小灵精》的主题曲。
中场休息时会进行忍术修行。
成员
赖经(よりつね)(8)
赤星(あかぼし)
飞田(とびた)
光贞(みつさだ)
三津(みつ)
久渡(くわたり)
第十二战(决胜)：四满忠实业高校
由古琉球王室后裔组成的学校。没有什么外貌特征，只是队员名字多数是琉球方言。
传球，截抢，防守，必杀，各方面都是一流能力的队伍。
出场音乐是鹿儿岛岛呗风格的曲子。
中场休息时会进行琉球空手修行。
从结局动画可得知，该队有一个至少两人组成并且擅长琉球风歌舞的，名为“琉球姐妹团”的女子组合作为应援团。
成员
恒夫(つねを)(11)
手登根(てどこん)
立地(たてち)
边土名(へんとな)
花城(はなしろ)
保良(ぼら)